# Jimenez Novia W16
La Novia W16 est une supercar construite en 1995 par le constructeur français Jimenez. C'est une propulsion à moteur central W16 80 soupapes composé de quatre moteurs de Yamaha 1100.

## Performances
| Modèle         | Novia W16              |
| 0 à 100 km/h   | 3,0 s                  |
| Vitesse maxi   | 379,7 km/h             |
| Puissance maxi | 560 ch à 10 000 tr/min |
| Couple maxi    | 432 N m à 7 500 tr/min |